# Aika Miura
Aika Miura (三浦あいか, Miura Aika) : Modelo japonesa cuyo nombre de pila es Yuu Hasegawa (長谷川優?), nacida en Kanagawa (2 de noviembre de 1975). Actualmente retirada.
Famosa por sus presentaciones como actriz en su país, muy pronto se distinguió en sus trabajos como modelo pornográfica. Pronto incursionó en el cine para adultos, del cual aún domina hoy en el mercado del entretenimiento.